# Радовици
Радовици (на руски: Радовицы) е село в Егоревски район, Московска област, Русия. Населението му през 2010 година е 187 души. Известният Радовицки манастир е разположен в Радовици. Климатът в Радовици е умереноконтинентален (Dfb по Кьопен) с горещо и сравнително влажно лято и дълга студена зима.